# Convenzione relativa allo statuto dei rifugiati
La Convenzione relativa allo statuto dei rifugiati, conosciuta anche come la Convenzione di Ginevra del 1951 sui rifugiati, è un trattato multilaterale delle Nazioni Unite che definisce chi è un rifugiato e definisce i diritti dei singoli che hanno ottenuto l'asilo e le responsabilità delle nazioni che garantiscono l'asilo medesimo. La convenzione stabilisce anche quali persone non si qualificano come rifugiati, ad esempio i criminali di guerra. La convenzione prevede anche la possibilità di viaggiare senza visto per i titolari di documenti di viaggio rilasciati ai sensi di questa Convenzione.
La convenzione si basa sull'articolo 14 della Dichiarazione universale dei diritti umani del 1948, che riconosce il diritto delle persone a chiedere l'asilo dalle persecuzioni in altri paesi. Un rifugiato può godere di diritti e benefici in uno stato in aggiunta a quelli previsti dalla convenzione.

## Storia
La convenzione è stata approvata in una speciale conferenza delle Nazioni Unite, tenuta a Ginevra il 28 luglio 1951. La Danimarca è stato il primo stato a ratificare, il 4 dicembre 1952, il trattato, che è poi entrato in vigore il 22 aprile 1954. Inizialmente la convenzione era limitata alla protezione dei rifugiati europei prima del 1 gennaio 1951 (dopo la seconda guerra mondiale).
Successivamente a New York, nel 1967, venne firmato il "protocollo relativo allo status dei rifugiati" il quale applicò la precedente convenzione del 1951 senza alcuna limitazione geografica e di tempo, sebbene lo stesso protocollo lasciasse la libertà agli Stati firmatari di dichiarare quella che per loro era da considerarsi l'estensione geografica.
In questo modo, alcuni stati (come la Turchia) riconobbero lo stato di rifugiato ai migranti provenienti solamente dal territorio europeo, e quindi escludendo dal riconoscimento dei diritti del rifugiato la maggior parte di coloro che fuggivano dallo stato di appartenenza
Anche se, come molti trattati internazionali, la Convenzione sui rifugiati fu firmata a Ginevra, non è corretto riferirsi ad essa come "Convenzione di Ginevra", poiché tale denominazione si riferisce ad un gruppo di quattro trattati che regolano i conflitti armati, noti appunto come Convenzioni di Ginevra.
Al luglio 2013, vi erano 145 parti contraenti della Convenzione e 146 del Protocollo. Il più recente contraente è stato il Presidente di Nauru, Marcus Stephen, che firmò la Convenzione e il Protocollo il 17 giugno 2011 e ratificandolo il 28 giugno 2011. Il Madagascar e Saint Kitts e Nevis sono parti contraenti solo della convenzione, mentre Capo Verde, gli Stati Uniti d'America e il Venezuela sono parti contraenti solo del protocollo.

## Definizione di rifugiato

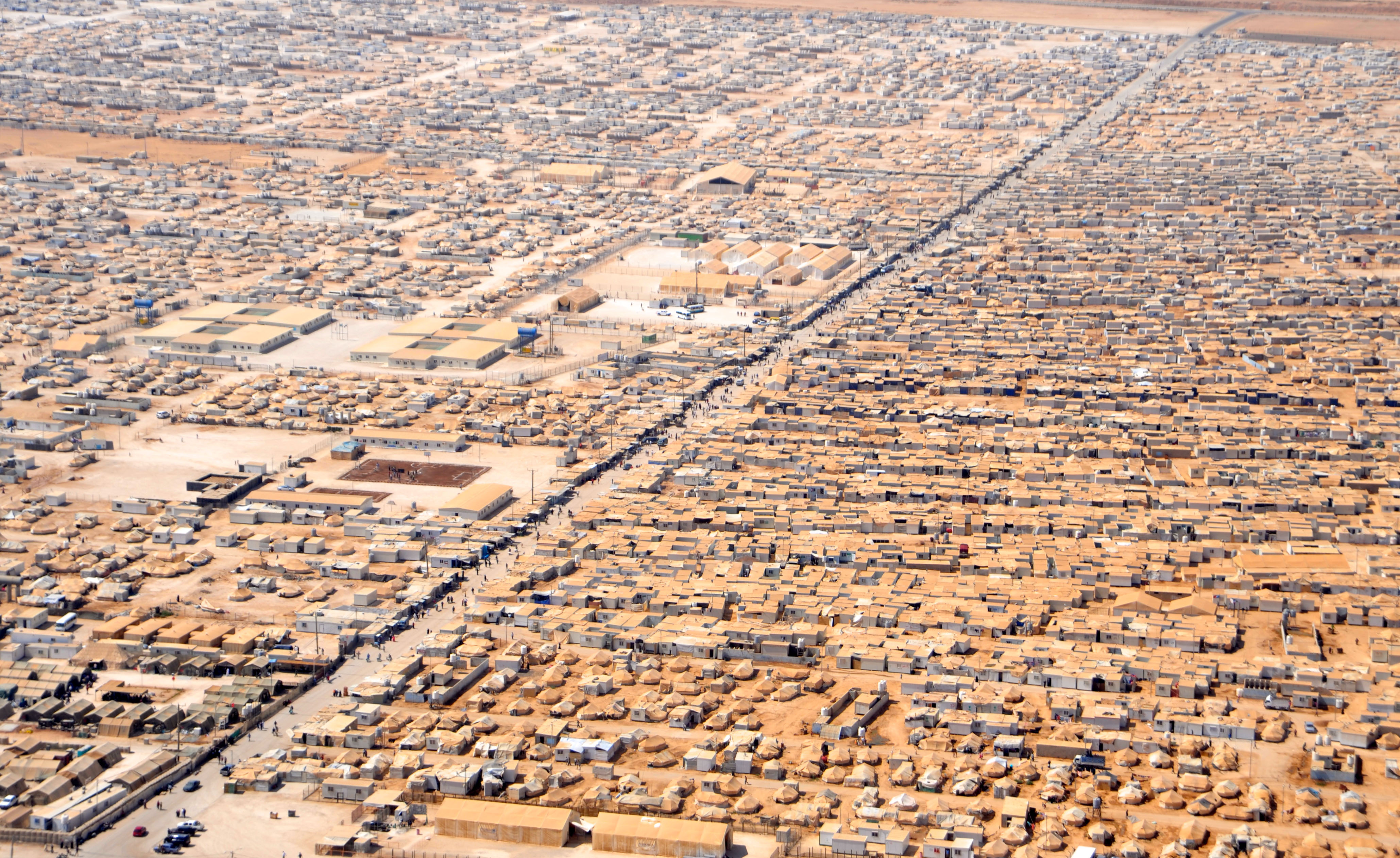
Campo per rifugiati siriani a Za'atri (Giordania) nel 2013

L'articolo 1 della Convenzione, come modificata dal protocollo del 1967, stabilisce la seguente definizione di rifugiato:
"Chiunque nel giustificato timore d'essere perseguitato per ragioni di razza, religione, cittadinanza, appartenenza a un determinato gruppo sociale o per opinioni politiche, si trova fuori dello Stato di cui possiede la cittadinanza e non può o, per tale timore, non vuole domandare la protezione di detto Stato; oppure chiunque, essendo apolide e trovandosi fuori del suo Stato di domicilio in seguito a tali avvenimenti, non può o, per il timore sopra indicato, non vuole ritornarvi. "
Diversi gruppi di studio sono stati creati sulla base della Convenzione del 1951 per individuare una definizione più obiettiva. Mentre i termini differiscono da quelli della Convenzione del 1951, la Convenzione ha plasmato in modo significativo queste nuove definizioni, più oggettive. Queste includono la Convenzione sugli aspetti specifici dei problemi dei rifugiati in Africa del 1969 approvata dall'Organizzazione dell'unità africana (ora Unione Africana) e dalla Dichiarazione di Cartagena del 1984, che, sebbene non vincolante, stabilisce anche le norme regionali per i rifugiati in America centrale, in Messico e a Panama.

## Responsabilità delle parti della Convenzione sui rifugiati
In linea di principio generale del diritto internazionale, i trattati in vigore vincolano le parti e devono essere eseguiti in buona fede. I paesi che hanno ratificato la Convenzione sui rifugiati sono obbligati a proteggere i rifugiati che si trovano sul loro territorio, in conformità con i relativi termini.
Ci sono una serie di disposizioni che gli Stati che sono parte della Convenzione sui rifugiati e del protocollo del 1967 devono rispettare. Tra questi vi sono:
- Cooperazione con l'UNHCR: Ai sensi dell'articolo 35 della Convenzione sui rifugiati e l'articolo II del Protocollo del 1967, gli Stati si impegnano a collaborare con l'Alto commissariato delle Nazioni Unite per i rifugiati (UNHCR) nell'esercizio delle sue funzioni e per aiutare l'UNHCR a sorvegliare l'attuazione delle disposizioni nella Convenzione.[8]
- Informazioni sulla legislazione nazionale: le parti della convenzione si impegnano a comunicare al segretario generale delle Nazioni Unite le leggi ed i regolamenti che possono adottare per assicurare l'applicazione della Convenzione
- Esenzione dalla reciprocità: la nozione di reciprocità (dove, secondo la legge di un paese, la concessione di un diritto ad uno straniero è subordinata alla corrispondente concessione di un trattamento simile da parte del paese dello straniero ad un proprio cittadino) non si applica ai rifugiati, dal momento che i rifugiati non godono della protezione del loro paese d'origine.[8]

## Innocenza dei rifugiati che entrano illegalmente nel paese di rifugio

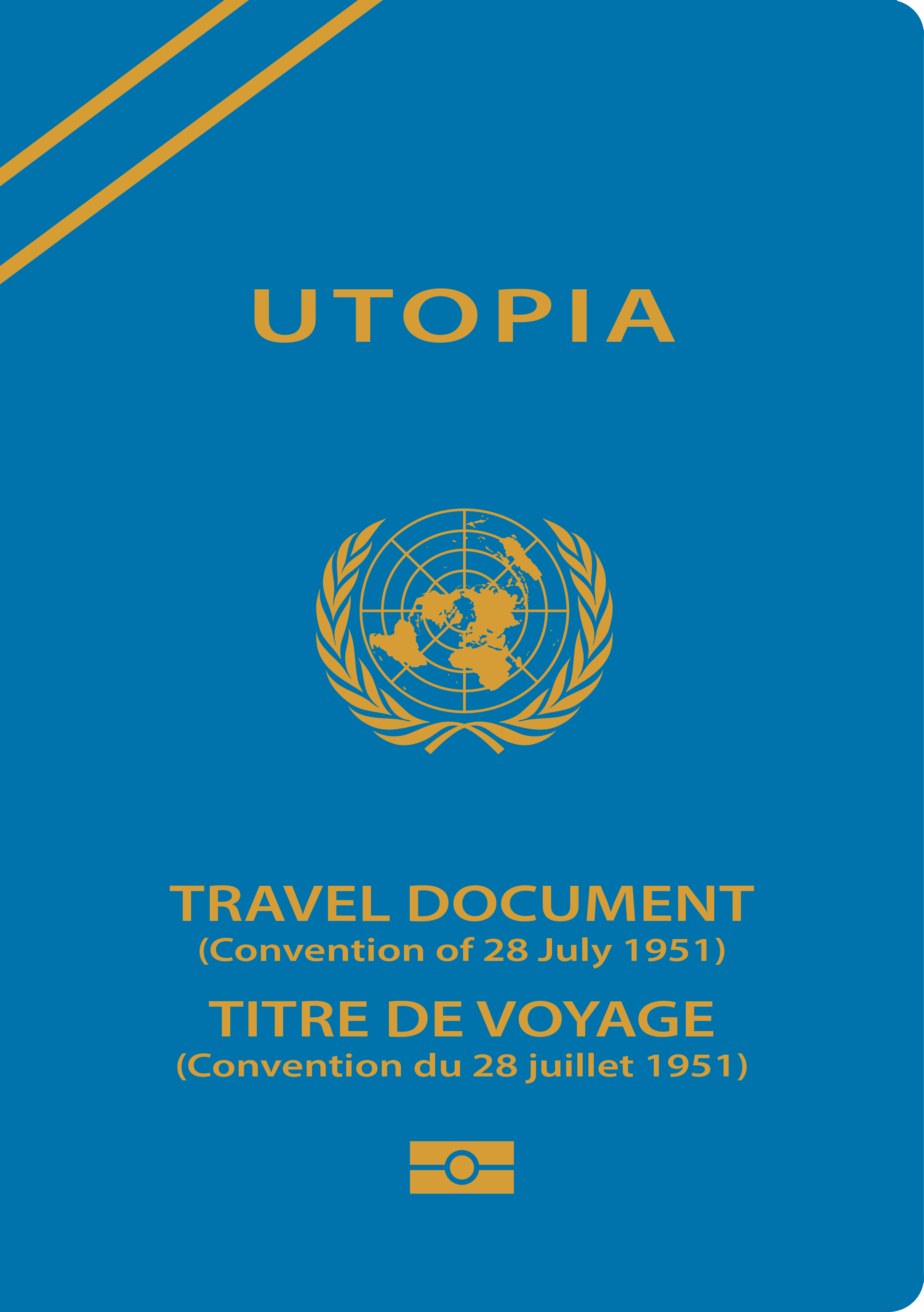
Titolo di viaggio per rifugiati emesso ai sensi della convenzione del 1951

Un rifugiato ha il diritto di essere libero da sanzioni riguardanti l'illegalità del proprio ingresso o presenza in un paese, se può dimostrare di aver agito in buona fede, ovvero se il rifugiato è convinto che vi sia una sufficiente giustificazione per il suo ingresso illegale o per la sua presenza, come ad esempio per sfuggire a reali minacce alla propria vita o la libertà, e se immediatamente dichiara la propria presenza. Questo diritto è tutelato dall'articolo 31:
"Gli Stati Contraenti non prenderanno sanzioni penali, a motivo della loro entrata o del loro soggiorno illegali, contro i rifugiati che giungono direttamente da un territorio in cui la loro vita o la loro libertà erano minacciate nel senso dell'articolo 1, per quanto si presentino senza indugio alle autorità e giustifichino con motivi validi la loro entrata o il loro soggiorno irregolari".

## Il principio di non-respingimento
Il diritto di un rifugiato di essere protetto contro il rimpatrio forzato, o respingimento, è stabilito nell'articolo 33 della Convenzione:
"Nessuno Stato Contraente espellerà o respingerà, in qualsiasi modo, un rifugiato verso i confini di territori in cui la sua vita o la sua libertà sarebbero minacciate a motivo della sua razza, della sua religione, della sua cittadinanza, della sua appartenenza a un gruppo sociale o delle sue opinioni politiche".
Il divieto di rimpatrio forzato è ampiamente accettato come parte del diritto internazionale consuetudinario. Questo significa che anche gli Stati che non hanno aderito alla Convenzione sui rifugiati del 1951 devono rispettare il principio di non-respingimento. Pertanto, gli Stati membri sono obbligati ai sensi della Convenzione e in base al diritto internazionale consuetudinario di rispettare il principio di non respingimento. Se e quando questo principio è minacciato, l'UNHCR può rispondere intervenendo con le autorità competenti e, se lo ritiene necessario, informando il pubblico.